# Paracyclopia naessi
Paracyclopia naessi is een eenoogkreeftjessoort uit de familie van de Pseudocyclopiidae. De wetenschappelijke naam van de soort is voor het eerst geldig gepubliceerd in 1985 door Fosshagen & Iliffe.